# Municipio de Salamá
Municipio de Salamá är en kommun i Guatemala.   Den ligger i departementet Departamento de Baja Verapaz, i den centrala delen av landet, 60 km nordost om huvudstaden Guatemala City.